# Laura Spencer
Laura Spencer est une actrice américaine, née le 8 mai 1986.
Elle est connue pour son rôle de Jane Bennet dans la web-série The Lizzie Bennet Diaries (2012-2013), ainsi pour celui de Jessica Warren dans Bones (2013-2017) et celui d'Emily Sweeney dans The Big Bang Theory (2014-2019).

## Carrière
Laura Spencer a un rôle récurrent dans la série The Big Bang Theory, en tant que Emily Sweeney, la petite amie de Rajesh Koothrappali,,.
En 2014, elle obtient le rôle récurrent de Jessica Warren dans la série Bones,.

## Filmographie

### Cinéma
- 2009 : Barking Water : Wendy
- 2009 : The Familiar : Laura
- 2009 : OU, I Love You : Jamie – Adams Hall
- 2010 : Pearl : Joyce
- 2010 : In The Land of Fireworks : Heidi
- 2010 : Dylan Dog : Zoe
- 2011 : Time Expired : Brenda
- 2011 : Mangus! : Kimmy Jones
- 2011 : Redesigning Your Life With Lainey Chase : Sophie
- 2011 : Coup de foudre pour Noël : Caroline
- 2012 : The Millionaire Tour : Becky
- 2012 : My Funny Valentine : Lauren
- 2013 : Silver Bells : Kasey Dalt
- 2016 : Heartland : Carrie
- 2021 : Free Guy de Shawn Levy : elle-même (caméo)

### Courts-métrages
- 2009 : Nabot : Laura
- 2010 : The Rounder Comes to Town
- 2010 : PSA: An Important Message From Women EVERYWHERE
- 2012 : Well Enough Alone
- 2012 : B Positive : étudiante
- 2013 : My Precious Cargo : Mandy
- 2013 : Avarice : Tammy

### Télévision
- 2009 : Funnell of Darkness : la fille du magasin de disques
- 2009 : Mad Love : Alexa
- 2009 : Criminal Minds: Suspect Behavior : Sophia
- 2009 : Talent: The Casting Call : Assistante
- 2009 : 2 Broke Girls : Donna, la vendeuse du magasin de bijoux - S01E12
- 2012 : Animal Practice : Sarah
- 2012 : Jessie : Cassandra
- 2013 : Switched at Birth : Parker Robinson
- 2014-2019 : The Big Bang Theory : Emily Sweeney
- 2014 : Sleepy Hollow : Caroline
- 2014 : Bones : Jessica Warren
- 2025 : Grey's Anatomy : Lacey, femme enceinte - S21E01

### Web Séries
- 2012 - 2013 : The Lizzie Bennet Diaries : Jane Bennet
- 2012 - 2013 : (Character) : Hollis M. Daly
- 2012 : Jan : Vanessa
- 2012 : Vanessa & Jan : Vanessa
- 2012 : The Lydia Bennet!! : Jane Bennet
- 2013 : Coffee Shop Squatters : Julie
- 2014 : Blue : Vanessa